# Baczyna (Gorzów Wielkopolski)
 Baczyna – dzielnica Gorzowa Wielkopolskiego. Jest to najdalej wysunięta na północny zachód dzielnica miasta. W dzielnicy miały siedzibę Zakłady Mechaniczne Ursus przeniesione tutaj z Zawarcia w latach 80. XX wieku. W sąsiedztwie zakładów znajduje się duża stacja serwisowa Fiata (dawny Polmozbyt) oraz hotel Metalowiec. Niedaleko znajduje się podstrefa Kostrzyńsko-Słubickiej Specjalnej Strefy Ekonomicznej. Północno-zachodnią część dzielnicy stanowi osiedle domków jednorodzinnych Małyszyn Mały. Baczyna leży przy trasie łączącej Gorzów Wielkopolski z Dębnem. Dzielnica graniczy od zachodu z wsią Baczyna, która wchodzi w skład gminy Lubiszyn.
Główne ulice dzielnicy to:
- Szczecińska,
- Kołobrzeska,
- Metalowców,
- Odlewników,
- Koszalińska,
- Stargardzka,
- Mosiężna,
- Miedziana,
- Złotego Smoka.